# Золотухин, Фёдор Фёдорович
Фёдор Фёдорович Золотухин — советский хозяйственный, государственный и политический деятель, Герой Социалистического Труда.

## Биография
Родился в 1906 году в селе Чистополевка. Член КПСС с 1928 года.
С 1920 года — на хозяйственной, общественной и политической работе. В 1920—1956 гг. — батрак, секретарь сельской комсомольской ячейки в селе Черепановское нынешнего Змеиногорского района, заведующий избой-читальней в селе Локоть Локтевского района, инструктор Локтевского райкома, заведующий отделом Курьинского, заведующий отделом, второй секретарь Чарышского райкома ВКП(б), первый секретарь Угловского райкома ВКП(б), первый секретарь Алейского райкома ВКП(б), первый секретарь Кытмановского райкома КПСС, 
Указом Президиума Верховного Совета СССР от 11 января 1957 года присвоено звание Героя Социалистического Труда с вручением ордена Ленина и золотой медали «Серп и Молот».
Делегат XIX съезда КПСС.
Умер в Алтайском крае в 1968 году.